# Joaquín Broto Salamero
Joaquín Broto Salamero (Barbastro, 26 de marzo de 1921 - Zaragoza, 13 de febrero de 2006) fue un organista, compositor y profesor de música español.

## Vida
Su hermano, Julio, siete años más joven, fue canónigo y también organista y director coral.
Sus primeros estudios musicales los realizó con Narciso García Garcés; José Ayala, organista de la Catedral de Barbastro; Silvestre Peña, director de la Banda Municipal de Barbastro; y León Andía. Posteriormente amplió sus estudios de gregoriano con Tomás de Manzárraga y en el Real Monasterio de Montserrat. Siguió estudiando composición en los cursos internacionales de especialización que se realizaban en Santiago de Compostela, con Cristóbal Taltabull y Alexandre Tansman. Luego pasó al Conservatorio de Zaragoza, donde obtuvo premios extraordinarios de Armonía y Composición, y al Real Conservatorio de Música de Madrid, donde finalizó en 1964.
Joaquín Broto ocupó por oposición la plaza de organista en Catedral de Barbastro con solo veinticinco años. Más tarde fue maestro de capilla de la catedral de Barcelona, de la de Santiago de Compostela —donde también fue organista—. En 1962 fue nombrado organista de La Seo de Zaragoza y de la del Pilar en 1988, ocupando a partir de ese momento ambos cargos. En 1992 fue nombrado canónigo de honor como organista del cabildo de las catedrales de Zaragoza.
Además, de 1963 a 1985, fue catedrático de Armonía del Conservatorio de Zaragoza y en 1977 fue nombrado además profesor de Órgano del conservatorio. También dirigió la Coral de Santa Engracia y el Orfeón Universitario Virgen del Camino de Zaragoza.
En 1998, tras diez años de restauración, se reabrió La Seo en presencia de los reyes Juan Carlos I y doña Sofía, Broto tocó el himno nacional en el órgano. Pronto se iniciaron las obras de restauración del órgano de la Catedral por los organeros Marcus Stahl y Gerhard Grenzing, que se finalizó en 2002 con un concierto de Broto.
Desde 1962 hasta 2005 Broto residió en el antiguo Seminario de San Carlos de Zaragoza. Se jubiló en 2003 y a partir de 2005 se trasladó a residir en la residencia de las Hermanitas de los Ancianos Desamparados de Zaragoza. Falleció en  Zaragoza el 13 de febrero de 2006, dejando su piano y su archivo musical a la Catedral de Barbastro.

## Obra
Su obra quedó recopilada, fundamentalmente, en Conjunto coral, material didáctico que se utiliza para la asignatura homónima en muchos conservatorios de música. Además, destacan también Tres canciones españolas para piano y soprano, Bucólica del Pirineo, Tríptico, Suite tripartita, Fantasía Dionisíaca e Impresiones de viaje. Fue nombrado de forma honorífica canónigo de La Seo y académico de la Real Academia de Nobles y Bellas Artes de San Luis, de la que ya era numerario desde 1967.